# 奥弗曼委员会

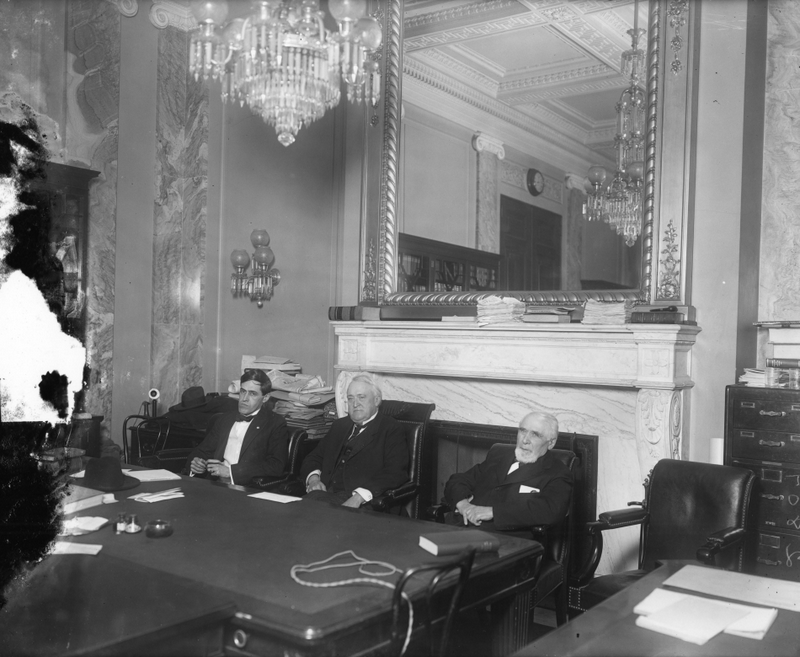
1919年参与听证会的奥弗曼委员会五名成员之三：参议员 约西亚·奥利弗·沃尔科特 (D-Del.), 主席李·斯莱特·奥弗曼(D-N.C.)和参议员努特·纳尔逊 (R-Minn.)

奥弗曼委员会是美国参议院司法委员会下属的一个特殊的附属委员会，委员会主席由北卡罗来纳州的民主党议员李·斯莱特·奥弗曼担任。1918年9月至1919年6月间，奥弗曼委员会负责清查美国境内的德国和布尔什维克势力。该委员会为后来组建为人熟知的众议院非美活动调查委员会奠定了基础，是美国国会中第一个负责调查共产主义的委员会。
1919年6月，委员会发布了最终的调查报告。报告总结了德国在美国境内的政治宣传渗透情况、布尔什维克主义和其他“非美活动”的动向，以及上述活动对美国可能产生的影响。报告中称德国政治宣传的内容与意识形态无关。该委员会发布的报告及其各项听证会对后来反布尔什维克主义思想的诞生产生了深远的影响。

## 背景

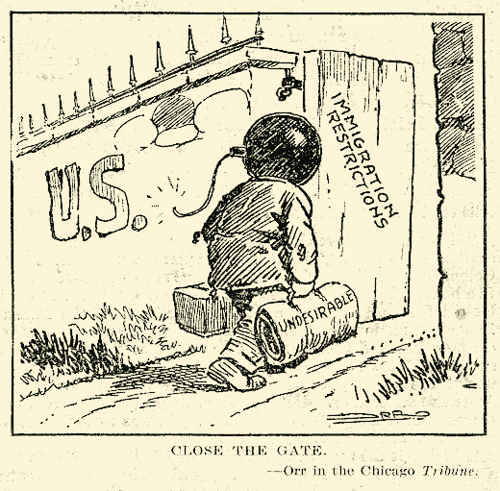
一幅警告外来势力入侵危险的漫画 （1919年7月）

第一次世界大战中，美国及其盟国组成的协约国阵营与以德国为首的同盟国阵营形成了对峙局面。德意志帝国对美国的安全形成了威胁，引发了美国当局的忧虑。因此，美国于1917年通过了《间谍法》，在1918年颁布了《煽动叛乱法》。
1917年俄国十月革命后，弗拉基米尔·列宁领导的布尔什维克党推翻了俄国君主制，开始实行马克思列宁主义。许多美国人担心这场革命中推崇的思想将对美国形成渗透之势，这种情绪后来被称为1919-1920年间的红色恐怖。
奥弗曼委员会是下属于美国参议院司法委员会的一个临时附属委员会，没有正式名称。委员会主席由参议员李·斯莱特·奥弗曼担任，成员包括来自明尼苏达州的参议员努特·纳尔逊、南达科他州的参议员托马斯·斯特林、犹他州的威廉·H·金和特拉华州的约西亚·O·沃尔科特。

## 最初的调查

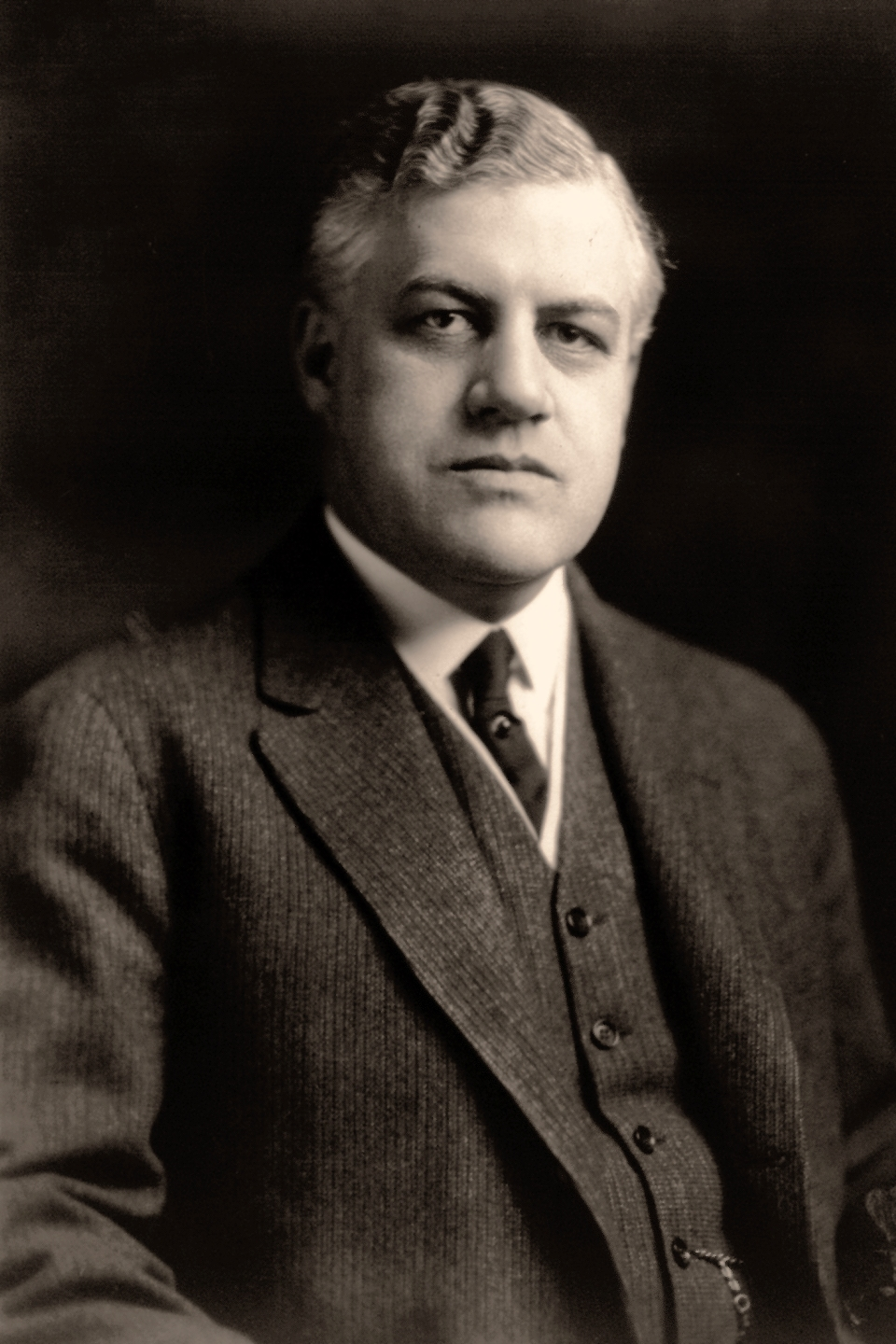
A·米切尔·帕默

奥弗曼委员会于1918年9月19日得到美国参议院307号决议的授权，开始针对有关美国酿酒商协会（USBA）威胁协约国利益的指控展开调查。美国的酿酒厂大部分是由19世纪中期的德国移民建立起来的，他们带来了酿造啤酒的方法和技术。 奥弗曼委员会将此次调查任务视作是一次对境内德国政治宣传渗透势力和活动情况的清查。
亚历山大·米切尔·帕尔默是当时联邦政府外侨资产管理局负责德裔移民资产管理的官员。1918年9月，经他证实，美国酿酒商协会乃至整个由德国移民主导的酿酒业，都表现出了明显的亲德倾向。 随后，奥弗曼委员会举行了强制听证会。米切尔指出，“美国境内的德裔酿酒商跟美国酿酒商协会互相串通”企图“买下一家大报社”，从而“控制美国政府和整个美国”，基本上已经没有“爱国之心”了，对德国则表现出“同情心”。

第一次世界大战结束后不久，1918年9月27日，第一次听证会召开了。 有四十几个证人出席作证。 其中许多证人都是美国调查局（BOI）的情报人员。调查局，即联邦调查局（FBI）的前身。这些出席证人，根据饱受争议 且漏洞百出的连坐原则，指认部分行事高调的美国公民是亲德分子。调查局局长认定的亲德分子中，有部分仅仅是认识德国特务，或是与他们交情一般，根本没有上升到意识形态的层面。 另外，还有一些人被指控仅仅是因为他们的名字出现在了德国特务疑犯的笔记本上，而他们根本就不认识这些疑犯。

调查局的行为招致了许多反对意见。奥弗曼委员会收到了许多投诉，批评调查局没有对所有被指控人进行基本的背景调查，没有认真审查上交给委员会的原始资料。委员会成员批评其证词“纯粹是道听途说”。

## 调查的扩大

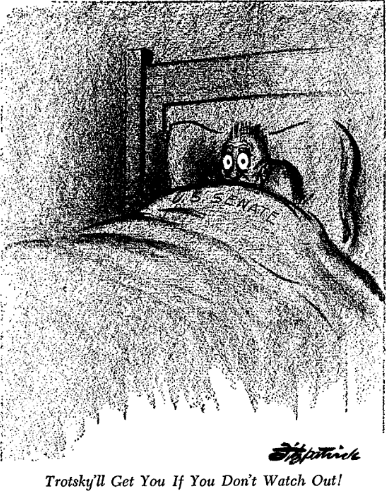
“如果不小心点，托洛茨基下一个抓的就是你！”
一幅由丹尼尔·R·菲茨帕特里克画的政治漫画，刊登在1919年2月6日的《圣路易快邮报》上。 这幅画讽刺了两天前，美国参议会扩大奥弗曼委员会审查权限一事。

1919年2月4日，美国参议院一致通过了439号决议，同意参议员托马斯·J·沃尔什关于扩大奥弗曼委员会调查范围的提案。根据决议，委员会的调查对象包括“任何企图在美国境内传播其意识形态的俄国党派及任何宣称代表俄国当局的党派”以及“任何企图颠覆本国政府的行为”  。 达成该决议前，美国媒体对俄国十月革命、在美国境内召开的关于布尔什维克主义的会议和举办的活动进行了长达数月的报道和抨击。这些报道也引发了反激进主义的思潮。 有关部分国会议员也参与了这些带有鲜明布尔什维克色彩会议的报道，进一步激起了民众的愤怒。 特别是在华盛顿特区波利剧院内举行的一场会议上，当时一位著名的公理会派的政府部长阿尔伯特·里斯·威廉 据说发表了不恰当的言论，声称“美国迟早会承认苏维埃政府。” 这使得这场会议备受争议。
一位有着美国司法部背景的纽约律师阿奇伯德·E·史蒂芬孙，据称可能是一个“自愿为政府工作的卧底”。 他于1919年1月22日出席作证，当时委员会还在进行对德国政治宣传渗透的调查。根据他的证词，一战中的反战主义与反征兵激进主义，也就是他所谓的“亲德”行径，已经转化为“增强对布尔什维克行动同情心理”的宣传和鼓吹。 战时美国的敌人虽然已经被打败，但他们已经成功输出了统治俄国、威胁美国的意识形态。“布尔什维克行动是德国革命派社会主义的分支。它起源于马克思主义哲学，由德国人领导。” 他引用了约翰·里根的宣传煽动言论，同时还列举了许多美国媒体的例子。他对委员会的成员们说：“我们已经发现大量财富从美国流向了俄国。” 历史学家雷金·施密特将史蒂芬孙称作是美国反布尔什维克思潮背后的“推动者”。
导致调查对象范围扩大的最后一根导火索，是决议发布数天前爆发的西雅图大罢工事件。 这一系列事件让国会议员们相信，所谓德国政治思潮与布尔什维克主义之间的联系，以及布尔什维克主义对美国的威胁，都是真实存在的。

## 针对布尔什维克主义的听证会
奥弗曼委员会有关布尔什维克主义的听证会从1919年的2月11日开到了同年3月10日。 共有二十多位证人出席发言。 其中有三分之二的证人是激进的布尔什维克主义反对者，他们支持对俄国采取军事干预。 另外还有部分证人是俄国大迁徙中逃出来的政治难民，他们中大多是前俄国沙皇政府官员，因为布尔什维克主义革命而不得不逃亡他国。 听证会最重要的议题就是十月革命带来的一系列社会大混乱， 另外三个被频繁提及的议题分别是: 美国知识界出现的反美国主义倾向、犹太人与俄国苏维埃政府的关系和十月革命后妇女的“国有化”问题。
史蒂芬孙列出了一份200人的名单，后来减到65人，称他们是美国大学的教授，也是潜藏的布尔什维克。 跟之前针对德国政治宣传渗透势力的听证会上公布的名单一样，这份名单同样一石激起千层浪。 史蒂芬孙坚称，大学是滋生反动与骚乱的温床，高等教育机构正在“培养大批纯无神论的教众”和“最严重的唯物主义蛀虫”。 时任美国驻俄大使的大卫·R·弗朗西斯声称，布尔什维克主义将屠杀“所有穿着基督教罗马衫的人、所有受过教育的人以及所有不是布尔什维克的人。”
另一个在听证会上常被提起的议题就是犹太布尔什维克主义与俄国苏维埃政府的关系。一个卫理公派的传教士声称，二十个共产主义者中有十九个都是犹太人。 还有发言者称，苏联红军主要是由之前纽约市下东城的犹太人组成的。 在受到犹太人组织的批评后， 参议院奥弗曼宣布委员会的调查只针对那些犹太人中的“叛教者”。所谓叛教者，根据证人乔治·西蒙的定义，是那些“背弃了父辈或祖辈信仰的犹太人。”
第三个经常被讨论的议题是有关苏联女性“自由恋爱”和“国有化”的问题。 有证人绘声绘色地讲述了一场在苏联发生的声色犬马的纵欲狂欢，“坚守贞洁的女性根本得不到尊重”。 但随后，部分在十月革命期间去过苏联的证人否认了这个故事的真实性。 当一位证人当众朗读了一条苏联的法令，称苏联女性有“权利挑选自己的伴侣”时，参议员斯特林举双手表示抗议，宣称这是对“自由恋爱”的否定。然而，另一条苏联法令又称，“凡是年满十八周岁的女性，都属于国家财产。”
委员会的成员们迫切地想知道，布尔什维克主义是如何将左派中如此众多又如此不同的人们团结在一起的。他们的队伍中甚至还有无政府主义者，以及怀有不同理想的共产主义者， “但这些激进的派别都在布尔什维克的号召下聚集在了一起。”明尼苏达州的参议员努特·纳尔逊说：“那就说明，他们确实是在为不同阶层的进步人士和改革志士服务，在美国也是如此。”  其他的证人们表达了对十月革命暴乱的恐慌，并对美国如果发生类似的革命将会产生什么样的后果做出了推测，包括无神论大行其道、媒体哑然失声、银行大受打压，以及整个保险行业将被取缔……委员会的成员们还听取了有关苏联女性地位的不同观点，包括苏联规定所有女性都是国家财产的论述。

## 最终的调查报告

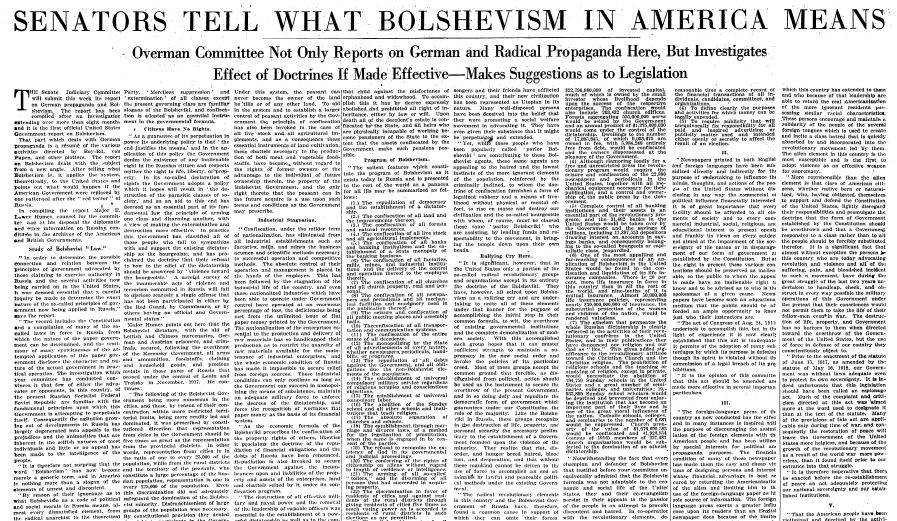
刊登在1919年6月15日《纽约时报》上的奥弗曼委员会最终调查报告副本

奥弗曼委员会的最终调查报告详细阐述了关于美国境内德国政治宣传、布尔什维克主义和其他“非美国政治活动”的情况，并预测了共产主义对美国可能产生的影响。该报告经委员会表决一致通过。报告发布于1919年6月，全文共三万五千多词, 由爱德文·罗瑞·休谟少校起草。
委员会对美国境内共产主义活动的范围和程度着墨较少。 该报告称，在美国，如果社会主义社会取代了资本主义社会，全国将被贫穷和饥荒的阴影所笼罩，所有的个人财产将被没收或是收为国有，“一个充满恐怖、恐惧、肃清一切异己、破坏一切旧事物的时代”即将到来。报告及相关报道发布后，美国民众反对布尔什维克主义的情绪迅速高涨。

### 德国政治宣传调查报告
在对德国政治宣传渗透的调查中，被调查的德国人主要包括约翰·海因里希·冯·伯恩斯托夫、卡尔·博伊·爱德、弗朗茨·冯·帕彭、海因里希·阿尔伯特博士和弗朗茨·冯·林特伦。他们因之前同属一个德国间谍组织而被驱逐出美国。接受调查的组织包括美国酿酒商协会、德美同盟和汉堡-美洲航运公司等。报告认定，这些组织和企业通过提供资金支持、行贿、联合抵制和威逼利诱等手段，企图控制美国的媒体、操纵选举、煽动公众。

### 布尔什维克主义调查报告
报告将俄国的社会主义当局描述为“一个现代文明史上前所未有的恐怖政权”。报告称如果在美国实行马克思列宁主义，将会对美国人民的“生命和财产安全造成极大的破坏”，将“剥夺美国人民参与政府事务的权利”，还将对“大量的农村人口”形成更大的“压迫和剥削”。此外，全国“大小监狱将人满为患”。媒体话语权方面，“全国22896家报社和杂志社将会被接管或是取缔”；银行业则面临更大的危机，“所有银行机构及资产”都会处于当局的“完全控制之下”。“全国范围内的人寿保险公司将遭到取缔或清算，造成的影响不可预计，或将波及后世。”报告还批评了在“整个俄国独裁政权中尤为盛行的无神论思想”，“他们将我们的信仰和神明都视作‘虚假的谎言’。”
尽管该报告中运用了吸引眼球的修辞手法和标题，但其并未给出共产主义在美国进行宣传和渗透的有力证据，也没有阐明共产主义对美国劳动者所产生的影响。

### 应对措施
该报告列举出的主要应对措施，包括将外来激进分子驱逐出境、实行和平时期的反煽动法等。另外，报告还建议政府严格管控烈性炸药的生产、运输和持有权，管控外语出版物以及爱国主义观点的宣传等。

## 媒体反应
媒体对此次调查和最终的报告大加报道，将俄国人称做“杀手和疯子”、“人渣”、“犯罪狂”和“野兽”。 偶尔有对俄国十月革命持支持态度的观点，几乎得不到任何回应或是共鸣。以下是当年二月份某一天，部分报纸的新闻标题：
“俄国的掌权者不是劳苦大众，而是地痞流氓”
“美国工厂经理向参议员讲述在苏联办厂经历”
“外来强盗夺取了政权”
“打着爱国幌子的假洋鬼子 榨取民脂民膏以充实自己的钱袋”
“正在被毁掉的工厂”
“一家工厂在三个月内花费六千万卢布，只生产出了价值四十万的商品”

一天后的新闻标题变成了：
“R·E·西蒙为您揭开布尔什维克主义的真相”
“美前俄国商业部卧底揭露赤政内幕”
“妇女全部‘国有化’”
“苏联官方法令侧面反映政权赤化程度”
“德国坐收混局渔翁之利”
“工厂磨坊被强制关闭 机械设备被强行征用”
在报告发布的当日，各家报社在标题栏纷纷用了醒目的大写字母：“红色危机就在身边”、“酝酿中的血色革命”和“企图颠覆美国政府之心不死”等。

## 批评之声
批评者们称奥弗曼委员会是一个“政治宣传工具”，其目的在于激化反德和反苏情绪，进一步渲染红色恐怖，传播有关苏联的谣言。
委员会的调查和报告被视作是无能无用之举，招致了公众的批评和指摘。特别是他们在报告中将疑似与共产主义组织有关联的人们，一一点名列举，这一举动引起了公众的极大反感。一位来自肯塔基州的女士代表她的姐姐给参议员奥弗曼写了一封信，她的姐姐被阿奇柏德·史蒂芬孙指控是共产主义分子。在信中，这位女士对奥弗曼委员会进行了口诛笔伐，称其“野蛮武断、愚蠢至极、滥用权力”，他们的行为“是对美国参议院所有议员智力、性格、政治立场等的极端羞辱和抹黑”。 一位证人在受访时，将奥弗曼委员会在此次调查中的武断行为和愚蠢判断与著名的“塞勒姆审巫案”相提并论。

## 后续影响

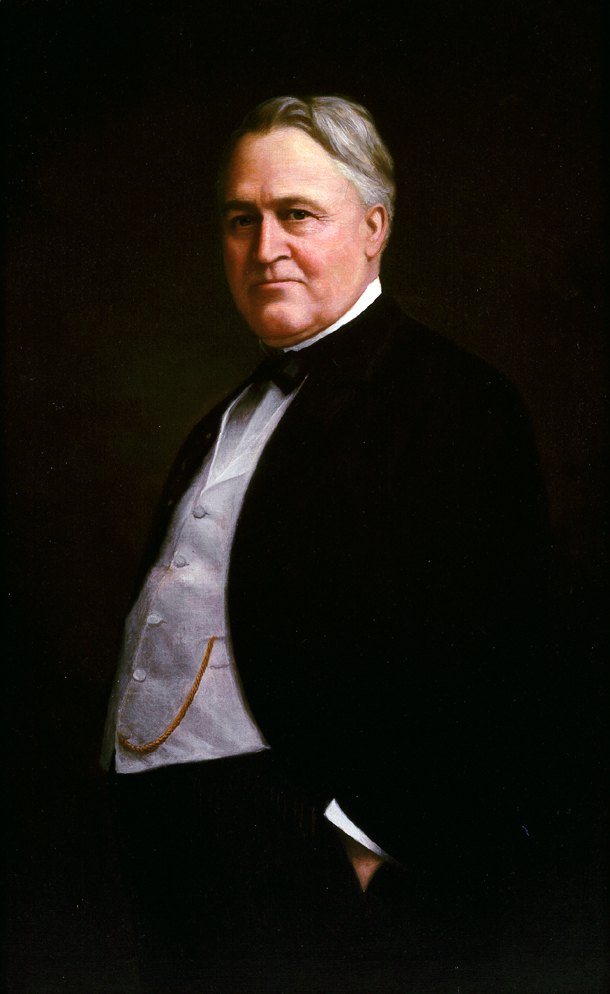
奥弗曼委员会主席李·斯莱特·奥弗曼

奥弗曼委员会未能说服政府采取任何改革措施。 但委员会耸人听闻的调查报告确实加剧了1919年-1920年红色恐怖时期美国人的恐慌心理。 委员会的调查也为同年美国司法部反激进主义运动——帕默突袭奠定了基础。帕默突袭是由美国司法部部长帕默领导的一系列政治肃清运动。当初，正是他有关德裔酿酒商的密报才促成了奥弗曼委员会的成立。
委员会听证会结束一个月后，1919年5月1日，有人企图邮寄一枚炸弹到奥弗曼的家中。这枚炸弹是美国无政府主义者向社会知名人士邮寄的众多书信炸弹中的其中一枚。这枚炸弹在寄到奥弗曼家前被拦截了下来。

### 奥弗曼之后的调查委员会
奥弗曼委员会是美国国会设立的第一个境内共产主义情况的委员会。奥弗曼委员会的最终调查报告发布后不久，纽约州议会建立了拉斯克委员会，该委员会的持续时间为1919年6月至1920年1月， 由阿奇柏德·E·史蒂芬孙担任首席顾问，他同时也是听证会证人之一。 与奥弗曼委员会不同的是，拉斯克委员会的主要调查打击对象是可疑的组织。
奥弗曼委员会也为20年后，众议院非美活动调查委员会的组建奠定了基础。

### 一级参考文献
- Clark, Evans. . BiblioBazaar, LLC. 2008 [1920]  [2018-03-23]. ISBN 9780554588193. （原始内容存档于2014-07-04）.
- United States Senate, Committee on the Judiciary. Brewing and Liquor Interests and German Propaganda: Hearings Before a Subcommittee of the Committee on the Judiciary, United States Senate, Sixty-fifth Congress, Second and Third Sessions, Pursuant to S. Res. 307. volume 1 （页面存档备份，存于）, volume 2 （页面存档备份，存于）. Govt. print. off., 1919. Original from the University of Michigan.
- United States Senate, Committee on the Judiciary. . Govt. print. off., 1919. Original from the University of Michigan. 1919.

### 二级参考文献
- Hagedorn, Ann. . Simon and Schuster. 2007  [2018-03-23]. ISBN 9780743243711. （原始内容存档于2018-06-25）.
- Lowenthal, Max. . New York: William Sloane Associates, Inc. 1950. ISBN 0-8371-5755-2.
- McCormick, Charles H. . Oxford University Press US. 1993  [2018-03-23]. ISBN 9780195071870. （原始内容存档于2014-07-04）.
- McFadden, David W. . Univ of Pittsburgh Press. 2003  [2018-03-23]. ISBN 9780822958215. （原始内容存档于2014-07-04）.
- Mittelman, Amy. . Algora Publishing. 2008  [2018-03-23]. ISBN 9780875865737. （原始内容存档于2014-07-04）.
- Murray, Robert K. . University of Minnesota Press. 2009  [2018-03-23]. ISBN 9780816658336. （原始内容存档于2020-08-12）.
- Nielsen, Kim E. . Ohio State University Press. 2001  [2018-03-23]. ISBN 9780814208823. （原始内容存档于2014-07-04）.
- Pfannestiel, Todd J. . Routledge. 2003  [2018-03-23]. ISBN 9780415947671. （原始内容存档于2014-07-04）.
- Powers, Richard Gid. . Yale University Press. 1998. ISBN 9780300074703.
- Schmidt, Regin. . Museum Tusculanum Press. 2000  [2018-03-23]. ISBN 9788772895819. （原始内容存档于2014-07-01）.
- Sproule, J. Michael. . Cambridge University Press. 1997  [2018-03-23]. ISBN 9780521470223. （原始内容存档于2014-07-04）.